# Inkarvileja
Inkarvileja (lat. Incarvillea), biljni rod iz porodice katalpovki smješten u tribus Tecomeae Sastoji se 18 vrsta trajnica rasprostranjenih od Srednje Azije, na istok do Ruskog dalekog istoka. Tipična vrsta je Incarvillea sinensis Lam.

## Etimologija
Latinsko ime roda je u čast Pierrea d'Incarvillea (1706.-1757.), francuskog misionara u Kini i botaničkog dopisnika velikog botaničara Bernarda de Jussieua.

## Opis
Rod su azijskih trajnica s grozdastim cvjetovima u obliku trube.. Biljke uspravne ili polegle, jednogodišnje ili višegodišnje, sa stabljikom ili bez stabljike. Listovi jednostavni ili 1-3-perasto razdijeljeni. Cvatovi grozdasti, terminalni. Čaška zvonasta, zubaca 5, trokutasti, pri dnu rijetko prošireni u žlijezde. Vjenčić crven ili žut, lijevkast, dvousnen; režnjevi zaobljeni, rašireni. Prašnika 4, didinamna; prašnici divergentni, goli, pri osnovi ostrugasti. Disk prstenasti. Ovarij sjedeći, 2-lokularan; jajne stanice brojne, 1 ili 2 reda na svakoj posteljici. Stigma stisnuta, lepezasta, 2-režnjevita. Čahura se lokulicidno odvaja, dugačka je, uspravna ili zakrivljena, ušiljena, ponekad 4-6-kutna. Sjemenke sitne, stisnute, bočno sa ili okružene prozirnim i opnastim krilima ili nitastim dlačicama.

## Vrste
1. Incarvillea altissima Forrest
2. Incarvillea arguta Royle
3. Incarvillea beresowskii Batalin
4. Incarvillea compacta Maxim.
5. Incarvillea delavayi Bureau & Franch.
6. Incarvillea dissectifoliola Q.S.Zhao
7. Incarvillea emodi (Royle ex Lindl.) Chatterjee
8. Incarvillea forrestii H.R.Fletcher
9. Incarvillea himalayensis Grey-Wilson
10. Incarvillea lutea Bureau & Franch.
11. Incarvillea mairei (H.Lév.) Grierson
12. Incarvillea olgae Regel
13. Incarvillea potaninii Batalin
14. Incarvillea semiretschenskia (B.Fedtsch.) Grierson
15. Incarvillea sinensis Lam.
16. Incarvillea uniflora H.P.Deng & Chang Y.Xia
17. Incarvillea younghusbandii Sprague
18. Incarvillea zhongdianensis Grey-Wilson

## Sinonimi
- Niedzwedzkia B.Fedtsch.; Rastit. Turkest. 701 (1915)
- Amphicome (R.Br.) G.Don; Gen. Hist. 4: 665 (1838)